# Don't Cry for Me Argentina
"Don't Cry for Me Argentina" được biết đến nhiều nhất với vai trò là ca khúc trong vở nhạc kịch năm 1978 Evita với phần nhạc của Andrew Lloyd Webber và Tim Rice đặt lời.

## Xếp hạng và chứng nhận
| Bảng xếp hạng (1977)                            | Vị trí cao nhất |
| ----------------------------------------------- | --------------- |
| Australia (Kent Music Report)                   | 1               |
| Áo (Ö3 Austria Top 40)                          | 14              |
| Bỉ (Ultratop 50 Flanders)                       | 1               |
| Trường songid là BẮT BUỘC CHO BẢNG XẾP HẠNG ĐỨC | 4               |
| Ireland (IRMA)                                  | 1               |
| Hà Lan (Dutch Top 40)                           | 1               |
| Hà Lan (Single Top 100)                         | 1               |
| New Zealand (Recorded Music NZ)                 | 1               |
| Na Uy (VG-lista)                                | 10              |
| Thụy Điển (Sverigetopplistan)                   | 2               |
| Thụy Sĩ (Schweizer Hitparade)                   | 3               |
| Anh Quốc (OCC)                                  | 1               |

| Bảng xếp hạng (1977)                 | Vị trí |
| ------------------------------------ | ------ |
| Australia (Kent Music Report)        | 1      |
| UK Singles (Official Charts Company) | 3      |

| Quốc gia                                 | Chứng nhận | Số đơn vị/doanh số chứng nhận |
| ---------------------------------------- | ---------- | ----------------------------- |
| Anh Quốc (BPI)                           | Vàng       | 1,010,000                     |
| * Chứng nhận dựa theo doanh số tiêu thụ. |            |                               |

## Phiên bản của Madonna
Madonna đã thu âm lại ca khúc này cho album nhạc phim khi tham gia bộ phim cùng tên chuyển thể từ vở nhạc kịch Evita. Phiên bản này nhận được những phản ứng tích cực từ các nhà phê bình đương đại, và đứng đầu các bảng xếp hạng ở Pháp, Tây Ban Nha, Hot Dance Club Songs của Mỹ cho bản phối lại và European Hot 100 Singles, cũng như lọt vào top 5 ở Áo, Bỉ, Đức, Ý, Hà Lan, Thụy Sĩ và Vương quốc Anh. Madonna thường xuyên trình diễn bài hát này khi dừng chân tại Argentina trong những chuyến lưu diễn của mình.

### Danh sách bài hát
| - Đĩa CD tại Vương quốc Anh 1. "Don't Cry for Me Argentina" (trình diễn bởi Madonna) – 5:31 2. "Santa Evita" (trình diễn bởi Orchestra/John Mauceri) – 2:30 3. "Latin Chant" (trình diễn bởi Orchestra/John Mauceri) – 2:11 - Đĩa CD "The Dance Mixes" tại Vương quốc Anh / Đĩa CD tại Úc / Đĩa 12" tại Đan Mạch 1. "Don't Cry for Me Argentina" (Miami Mix chỉnh sửa) – 4:31 2. "Don't Cry for Me Argentina" (Miami Spanglish Mix chỉnh sửa) – 4:29 3. "Don't Cry for Me Argentina" (Miami Mix) – 6:51 4. "Don't Cry for Me Argentina" (bản album) – 5:31 | - Đĩa 12" và CD Maxi tại Mỹ (1997) 1. "Don't Cry for Me Argentina" (Miami Mix Alternative Ending) – 7:59 2. "Don't Cry for Me Argentina" (Miami Spanglish Mix) – 6:57 3. "Don't Cry for Me Argentina" (Miami Mix chỉnh sửa) – 4:29 4. "Don't Cry for Me Argentina" (Miami Dub Mix) – 6:23 5. "Don't Cry for Me Argentina" (Miami Mix không lời) – 6:55 6. "Don't Cry for Me Argentina" (Miami Spanglish Mix chỉnh sửa) – 4:28 |

### Bảng xếp hạng
| Bảng xếp hạng (1997)                  | Vị trí cao nhất |
| ------------------------------------- | --------------- |
| Úc (ARIA)                             | 9               |
| Áo (Ö3 Austria Top 40)                | 3               |
| Bỉ (Ultratop 50 Flanders)             | 5               |
| Bỉ (Ultratop 50 Wallonia)             | 2               |
| Canada Top Singles (RPM)              | 14              |
| Denmark (IFPI Denmark)                | 6               |
| Europe (Eurochart Hot 100)            | 1               |
| Phần Lan (Suomen virallinen lista)    | 8               |
| Pháp (SNEP)                           | 1               |
| Đức (GfK)                             | 3               |
| Ireland (IRMA)                        | 9               |
| Italy (FIMI)                          | 2               |
| Hà Lan (Dutch Top 40)                 | 3               |
| Hà Lan (Single Top 100)               | 4               |
| New Zealand (Recorded Music NZ)       | 6               |
| Na Uy (VG-lista)                      | 9               |
| Scotland (OCC)                        | 3               |
| Spain (PROMUSICAE)                    | 1               |
| Thụy Điển (Sverigetopplistan)         | 9               |
| Thụy Sĩ (Schweizer Hitparade)         | 4               |
| Anh Quốc (OCC)                        | 3               |
| Hoa Kỳ Billboard Hot 100              | 8               |
| Hoa Kỳ Adult Contemporary (Billboard) | 21              |
| Hoa Kỳ Adult Pop Airplay (Billboard)  | 14              |
| Hoa Kỳ Dance Club Songs (Billboard)   | 1               |
| Hoa Kỳ Pop Airplay (Billboard)        | 7               |
| Hoa Kỳ Rhythmic (Billboard)           | 11              |

| Bảng xếp hạng (1997)                | Vị trí |
| ----------------------------------- | ------ |
| Australia (ARIA)                    | 56     |
| Belgium (Ultratop 50 Flanders)      | 36     |
| Belgium (Ultratop 50 Wallonia)      | 18     |
| France (SNEP)                       | 14     |
| Germany (Official German Charts)    | 22     |
| Italy (FIMI)                        | 21     |
| Netherlands (Dutch Top 40)          | 46     |
| Netherlands (Single Top 100)        | 80     |
| Sweden (Sverigetopplistan)          | 54     |
| Switzerland (Schweizer Hitparade)   | 22     |
| US Billboard Hot 100                | 87     |
| US Hot Dance Club Songs (Billboard) | 10     |

| Quốc gia                                                                           | Chứng nhận | Số đơn vị/doanh số chứng nhận |
| ---------------------------------------------------------------------------------- | ---------- | ----------------------------- |
| Úc (ARIA)                                                                          | Vàng       | 35.000^                       |
| Pháp (SNEP)                                                                        | Vàng       | 250.000*                      |
| Đức (BVMI)                                                                         | Vàng       | 250.000^                      |
| Thụy Sĩ (IFPI)                                                                     | Vàng       | 25.000^                       |
| Anh Quốc (BPI)                                                                     | Vàng       | 400.000^                      |
| * Chứng nhận dựa theo doanh số tiêu thụ. ^ Chứng nhận dựa theo doanh số nhập hàng. |            |                               |

## Thu âm khác
- Julie Covington (1976)
- Olivia Newton-John (1977, album Making a Good Thing Better)[64]
- Carpenters (1977, album Passage)
- Petula Clark (1977, CBS)
- Elaine Paige (1978)
- Shirley Bassey (1978, The Magic Is You, 1993 album Sings the Songs of Andrew Lloyd Webber
- The Shadows (1978)
- Festival (1979 a dance disco version known worldwide)[65] (CD))[66]
- Tom Jones (1979, album "Rescue Me")
- Patti LuPone (1979)
- The Dooleys (1980, album Full House)
- Joan Baez (1980)
- Cilla Black
- Marti Webb (1981 album Won't Change Places album Music and Songs from Evita)
- Donna Summer (1981)
- Barbara Dickson (1985)
- Stephanie Lawrence (1988)
- Sinéad O'Connor (1992, album Am I Not Your Girl)
- Sarah Brightman và Mike Flowers Pops (1996)
- Madonna, Evita
- Maria Friedman (1996)
- Judy Collins (1999, album Classic Broadway)
- Me First and the Gimme Gimmes (1999, album Me First and the Gimme Gimmes Are a Drag)
- Julian Lloyd Webber 2001 album Lloyd Webber Plays Lloyd Webber
- Tina Arena (2008)
- Elena Roger (2006)
- Fiona Hendley
- Sharon Campbell